# Port lotniczy Piura-Capitan FAP Guillermo Concha Iberico
Port lotniczy Piura-Capitán FAP Guillermo Concha Iberico – port lotniczy zlokalizowany w peruwiańskim mieście Piura.